# Warzeńska Huta
Warzeńska Huta (kaszub. Wôrzéńskô Hëta) – wieś kaszubska w Polsce położona na obszarze Pojezierza Kaszubskiego w województwie pomorskim, w powiecie wejherowskim, w gminie Szemud. Na południe od miejscowości znajduje się jezioro Orzechowo.
W latach 1975–1998 miejscowość administracyjnie należała do województwa gdańskiego.